# إعلان استقلال الفلبين

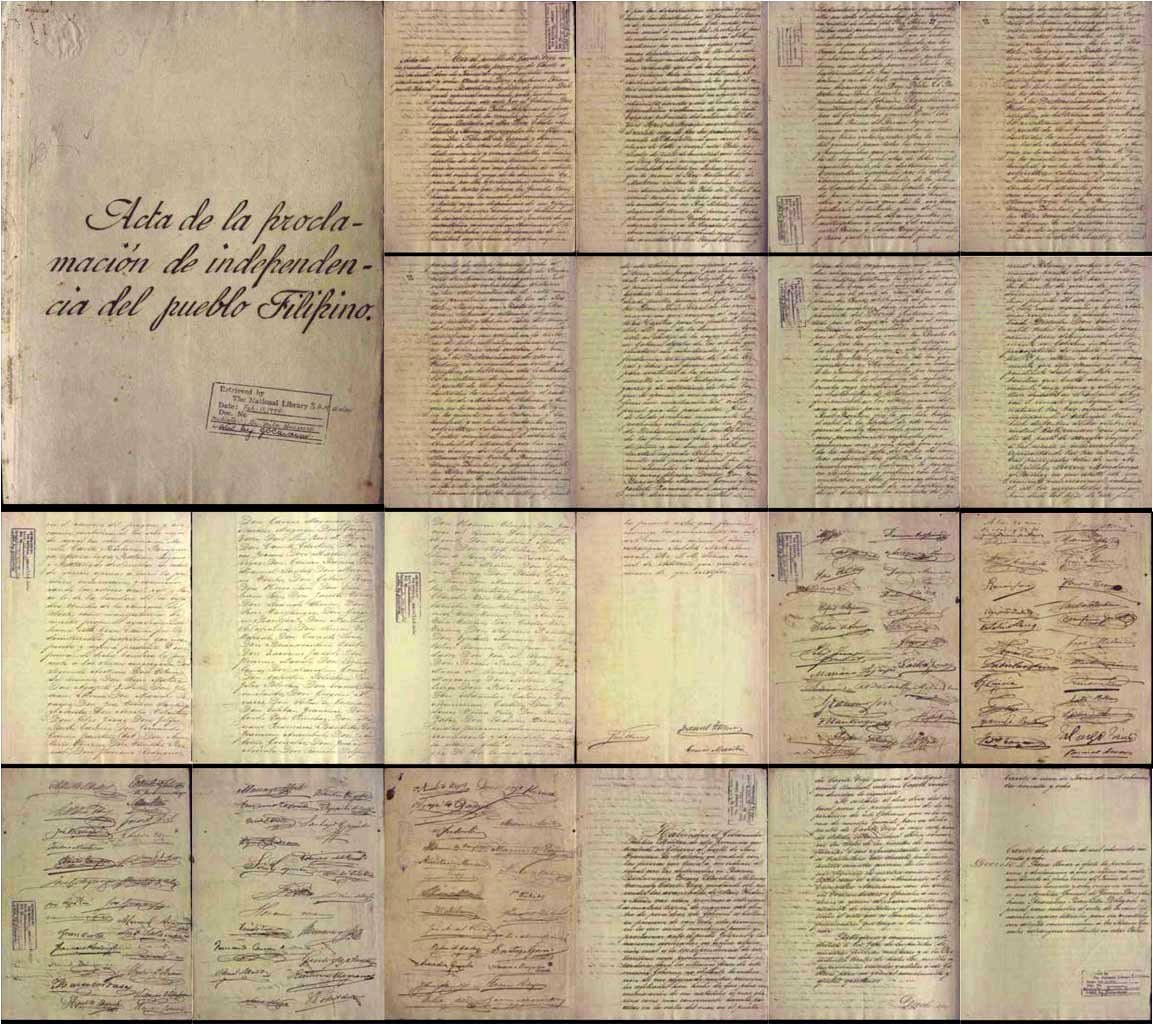
نسخة رسمية من إعلان الاستقلال.

إعلان استقلال الفلبين (بالفلبينية: Pagpapahayag ng Kalayaan ng Pilipinas) تم الإعلان عن استقلال الفلبين في 12 يونيو 1898 في كاويته الثانية إل فيجو (حاليًا كاويت، كاويته). أعلنت القوات الثورية الفلبينية بقيادة الجنرال إميليو أغينالدو سيادة واستقلال جزر الفلبين من الحكم الاستعماري من قبل إسبانيا.

## التاريخ
في عام 1896 بدأت الثورة الفلبينية. في ديسمبر من عام 1897 وقعت الحكومة الإسبانية والثوار هدنة بعد جولات من القتال، وسمية الهدنة بـ ميثاق بياك نا باتو، والتي تتطلب أن يدفع الإسبان للثوار 800 ألف بيزو وأن يذهب أغوينالدو وزعماء آخرون إلى المنفى في هونغ كونغ. في أبريل 1898 وعند اندلاع الحرب الإسبانية الأمريكية أبحر العميد البحري الأمريكي جورج ديوي على متن السفينة يو سي سي إلى خليج مانيلا لقيادة السرب الآسيوي للبحرية الأمريكية. في 1 مايو 1898 هزمت الولايات المتحدة القوات الإسبانية في معركة خليج مانيلا. قرر إميليو أجوينالدو العودة إلى الفلبين لمساعدة القوات الأمريكية على هزيمة الأسبان، ووافقت البحرية الأمريكية على نقله على متن السفينة يو سي سي ماكولش، وفي 19 مايو وصل أجوينالدو
```
إلى 
كاويته
```

### إعلان 12 يونيو
أُعلن استقلال الفلبين في 12 يونيو 1898 في فترة ما بعد الظهر في كافيت في منزل أحد أجداد الجنرال إيميليو أجوينالدو، وشهد الحدث إطلاق علم الفلبين الذي صنعته في هونغ كونغ كل من مارسيلا أغونسيلو ولورينزا أغونسيلو ودلفينا هيربوزا، وأُدِّي مارشا فليبينا ماجدالو كنشيد وطني فلبيني، وهو يعرف الآن باسم لوبانغ هينيرانغ، والذي كان مؤلفًا بواسطة جوليان فيليبي وأدي من قبل فرقة سان فرانسيسكو دي مالابون.
تم إعداد وثيقة إعلان الاستقلال وكتبتها بواسطة أمبروزيو ريانزاريس باوتيستا باللغة الإسبانية، وقد وقع الإعلان من قبل 98 شخصًا، من بينهم ضابط في جيش الولايات المتحدة شهد الإعلان.

### التصديق
صدر إعلان استقلال الفلبين في 1 أغسطس من نفس العام، عندما تم تنظيم العديد من البلدات بموجب القواعد التي وضعتها حكومة الجنرال أجوينالدو. قام 190 رئيس بلدية من مدن مختلفة من 16 مقاطعة شملت مانيلا، كافيت، لاغونا، باتانجاس، بولاكان، باتان، انفانتا، مورونغ، تاياباس، بامبانجا، بانجاسينان، ميندورو، نويفا ايسيجا، تارلاك، لا يونيون، زامباليز، بالتصديق على إعلان الاستقلال في بكور كافيت.
في وقت لاحق في مالولوس بولاكان، عدل كونغرس مالولوس الإعلان بعد إصرار أبوليناريو مابيني على اعترضه الذي ينص أن الإعلان الأصلي وضع الفلبين بشكل أساسي تحت حماية الولايات المتحدة الأمريكية.

### النضال من أجل الاستقلال
لم يتم الاعتراف بهذا الإعلان من قبل الولايات المتحدة أو إسبانيا. في وقت لاحق من عام 1898 تنازلت إسبانيا عن السيادة على الفلبين إلى الولايات المتحدة في معاهدة باريس عام 1898 التي أنهت الحرب الإسبانية الأمريكية.
لم تعترف الحكومة الثورية الفلبينية بالمعاهدة أو بالسيادة الأمريكية، وخاضت فيما بعد صراعًا مع الولايات المتحدة الأمريكية، والذي أشار إليه الأمريكيون باسم "التمرد الفلبيني"، لكن الآن وبشكل رسمي سمي هذا الصراع بـ الحرب الفلبينية الأمريكية، والتي انتهت عندما تم القبض على إميليو أجوينالدو من قبل القوات الأمريكية، وأصدر بيانًا يعترف ويقبل بسيادة الولايات المتحدة على الفلبين. تبع ذلك في 2 يوليو 1902 إعلان من قبل وزير الحرب الأمريكي إليهو رووت بأن العصيان المسلح على الولايات المتحدة قد انتهى وأن الحكومات المدنية الإقليمية قد أُنشئت في كل مكان باستثناء تلك المناطق التي تسكنها قبائل مورو. ولكن استمرت جيوب المقاومة في حربها ضد الأمريكان لعدة سنوات.
بعد انتهاء الحرب العالمية الثانية، منحت الولايات المتحدة استقلالها للفلبين في 4 يوليو 1946 عبر معاهدة مانيلا. وتمت الإعلان عن 4 يوليو في الفلبين كعيد للاستقلال حتى 4 أغسطس 1964، عندما قام الرئيس ديوسدادو ماكاباجال بتشجيع من المؤرخين وحث من قبل القوميين على التوقيع على قانون الجمهورية رقم 4166 الذي يصف يوم 12 يونيو بأنه يوم استقلال البلاد. كان يوم 12 يونيو في السابق يسمى باسم عيد العلم، وكانت العديد من المباني الحكومية تعرض العلم الفلبينية في مكاتبها ومبانيها.

### موقع الإعلان
يوجد الإعلان حاليًا في المكتبة الوطنية بالفلبين. لا يتم عرضه على الجمهور ولكن يمكن مشاهدته بإذن مثل أي وثيقة أخرى تحتفظ بها المكتبة الوطنية.
خلال الحرب الفلبينية الأمريكية استولت الحكومة الأمريكية وأرسلت إلى الولايات المتحدة حوالي 400.000 وثيقة تاريخية. في عام 1958 تم تقديم الوثائق للحكومة الفلبينية مع مجموعتين من الميكروفيلم للمجموعة بأكملها، مع احتفاظ الحكومة الفيدرالية الأمريكية بنسخة واحدة. [12]
في وقت ما في الفترة بين ثمانينات وتسعينات القرن العشرين تم سرقة الإعلان من المكتبة الوطنية، وكجزء من تحقيق أكبر في سرقة الوثائق التاريخية على نطاق واسع ونداء عام لاحق لإعادة الوثائق المسروقة، أعيد الإعلان إلى المكتبة الوطنية في عام 1994 من قبل مؤرخ وأستاذ جامعة الفلبين ميلاغروس غيريرو الذي توسط في عودة الوثائق.